# Mariano Sanchez Martinez
Mariano Sanchez Martinez (San Pedro del Pinatar, 25 februari 1981) is een gewezen Spaanse middenvelder. Hij heeft steeds getwijfeld tussen een professionele carrière als voetballer of het uitoefenen van het beroep van architect. Voor deze redden noemde men hem ook “El Arquitecto”.
De toenmalige club uit San Javier, AD Mar Menor (Tercera División), kon hem echter winnen voor hun project om de ploeg naar Segunda División B te laten promoveren. In het tweede seizoen (2003-2004) werd de club kampioen en werd zo toegelaten tot de eindronde, die echter verloren werd tegen CD Alcoyano. Tijdens deze wedstrijden overtuigde hij de tegenstander, waardoor hij tijdens het seizoen 2004-2005 uitkwam voor deze club. Dit eerste jaar in Segunda División B ging ook niet ongemerkt voorbij, waardoor toenmalig reeksgenoot FC Cartagena hem inlijfde vanaf seizoen 2005-2006. Bij deze ploeg werd hij tweemaal kampioen in Segunda División B. In de daaropvolgende eindrondes ging de eerste (2005-2006) verloren, maar de tweede (2008-2009) werd gewonnen tegen zijn voormalige ploeg CD Alcoyano, waardoor hij vanaf seizoen 2009-2010 op zijn hoogste niveau speelde (Segunda División A). Ook in deze hogere afdeling was hij een van de smaakmakers van het succes van de ploeg, aangezien ze lange tijd uitzicht hadden op de promotie en uiteindelijk op een mooie vijfde plaats eindigden. Na het seizoen tekende hij nog voor twee extra jaren bij de havenploeg.
Op 12 mei 2011, tijdens de wedstrijd tegen UD Las Palmas, speelde hij zijn 211de wedstrijd en werd zo de speler met de meeste caps. Deze wedstrijd betekende wel het einde van het seizoen, aangezien de terugronde erg wisselvallig verliep en tijdens de achtendertigste wedstrijd voor de vijftiende maal verloren werd. Zo ging al de hoop op het behalen van de eindronde, die de derde stijger aanduidt, verloren. De ploeg eindigde uiteindelijk op een dertiende plaats.
Het daaropvolgende seizoen 2011-2012 verliep echt slecht. De drie achtereenvolgende oefenmeesters konden de degradatie niet ontlopen. Aan het einde van het seizoen verlengde Mariano zijn contract met één jaar, met een optie voor één additioneel jaar wanneer de terugkeer naar het tweede niveau van het Spaanse voetbal zou behaald worden.
Het eerste seizoen 2012-2013 van de terugkeer naar de Segunda División B werd met de tweede plaats na de reguliere competitie een plaats afgedwongen in de eindronde, waar de ploeg echter in de eerste ronde werd uitgeschakeld door Caudal Deportivo uit Asturië.
Tijdens het seizoen 2013-2014 speelde hij dus weer op het derde niveau van het Spaans voetbal. Na overwinningen tegen reeksgenoten CD Guadalajara, SD Huesca, en CD Tudelano werd het eerste succes behaald met de historische plaatsing voor de vierde ronde van de Copa del Rey. De loting duidde FC Barcelona aan als tegenstrever. Mariano speelde tijdens de heen- en terugwedstrijd. Dit seizoen zou hij de kaap van 300 wedstrijden overschrijden op 12 januari 2014 in de met 3-0 gewonnen thuiswedstrijd tegen Lucena CF. Tijdens deze wedstrijd zou hij ook zijn achttiende doelpunt scoren. Tijdens een persconferentie gehouden tijdens de maand mei 2014, kondigde de speler het einde van zijn carrière aan. Op het einde van zijn laatste seizoen werd beslag gelegd op de derde plaats, die recht gaf op deelname aan de play-offs. Net als vorig jaar werd voor de eerste ronde een ploeg uit Asturië geloot, Real Avilés Club de Fútbol. Ook deze keer was de uitschakeling het resultaat.

## Carrière na het actieve voetbal
Vanaf het seizoen 2014-2015 werd hij voorzitter van de ploeg uit zijn geboortedorp, FC Pinatar. Deze ploeg speelde in de Tercera División. Hij nam de taak op samen met Francisco de Paula Gutierrez Linares, die de functie van directeur kreeg. Deze gewezen voorzitter van FC Cartagena en General Manager van het Pinatar Arena Football Center, waar Mariano ook werkzaam was, zocht een nieuwe uitdaging.